# Bugari u Hrvatskoj
Bugari u Hrvatskoj (bugarski:Българи в Хърватия) su jedna od 22 priznate nacionalne manjine Hrvatske.
Prema popisu stanovništva iz 2011. godine u Hrvatskoj živi 350 Bugarin, od čega najviše u Gradu Zagrebu. Nakon popisa iz 2021. ustanovljeno je da u Hrvatskoj živi 262 Bugara.
Dio Bugara u Hrvatsku je došao početkom 19. stoljeća.
Krovna organizacija je Nacionalna zajednica Bugara u RH. Glasilo bugarske zajednice je Rodna riječ.

## Doprinos Bugara Hrvatskoj
- Bugarije (bugarski vrtovi)
- Bugarski pjevači na hrvatskoj opernoj sceni, monografija[2]
- Ratnici milosrđa, Diana Glasnova, Zagreb 2009., "Alfa", monografija[2]
- Bugarski vrtlari u Hrvatskoj, Diana Glasnova, Zagreb 2014., Nacionalna zajednica Bugara u Hrvatskoj, monografija

## Kretanje broja Bugara
| Službeni naziv Hrvatske           | Godina | Broj Bugara |
| --------------------------------- | ------ | ----------- |
| -                                 | 1931.  | 606         |
| Narodna Republika Hrvatska        | 1948   | 637         |
| Narodna Republika Hrvatska        | 1953.  | 464         |
| Narodna Republika Hrvatska        | 1961.  | 593         |
| Socijalistička Republika Hrvatska | 1971.  | 676         |
| Socijalistička Republika Hrvatska | 1981.  | 441         |
| Republika Hrvatska                | 1991.  | 458         |
| Republika Hrvatska                | 2001.  | 331         |
| Republika Hrvatska                | 2011.  | 350         |
| Republika Hrvatska                | 2021.  | 262         |
| (Statistički zavod Hrvatske)      |        |             |

## Popis stanovništva 2001. godine
| Županija                          | Bugara | Ukupni postotak |
| --------------------------------- | ------ | --------------- |
| Grad Zagreb                       | 110    | 33,24%          |
| Splitsko-dalmatinska              | 37     | 11,18%          |
| Primorsko-goranska                | 33     | 9,98%           |
| Istarska                          | 33     | 9,98%           |
| Osječko-baranjska                 | 20     | 6,05%           |
| Bjelovarsko-bilogorska            | 18     | 5,44%           |
| Sisačko-moslavačka                | 12     | 3,63%           |
| Zagrebačka                        | 11     | 3,33%           |
| Vukovarsko-srijemska              | 10     | 3,03%           |
| Brodsko-posavska                  | 9      | 2,72%           |
| Varaždinska                       | 7      | 2,12%           |
| Zadarska                          | 7      | 2,12%           |
| Šibensko-kninska                  | 6      | 1,82%           |
| Koprivničko-križevačka            | 3      | 0,91%           |
| Virovitičko-podravska             | 3      | 0,91%           |
| Dubrovačko-neretvanska            | 3      | 0,91%           |
| Međimurska                        | 3      | 0,91%           |
| Krapinsko-zagorska                | 2      | 0,61%           |
| Karlovačka                        | 2      | 0,61%           |
| Požeško-slavonska                 | 2      | 0,61%           |
| Ukupno                            | 331    | 100%            |
| (Popis stanovništva 2001. godine) |        |                 |

## Vanjske poveznice
- bugari-u-hrvatskoj.com